# 法兰克福 (南达科他州)
法兰克福（英語：Frankfort），是美国南达科他州下属的一座城市。根据2010年美国人口普查，该市有人口150人。论人口在本州排行第198。